# Charlotte Polak-Rosenberg
Charlotte Lisette Polak-Rosenberg (Amsterdam, 30 juni 1889 - Auschwitz, 19 of 29 september 1942) was een feministe en strijdster voor het vrouwenkiesrecht.
In de jaren 1915-1940 was zij op meerdere terreinen actief. Zij streed vóór seksuele hervorming en vóór politieke rechten van vrouwen. Maar, tegen de dubbele seksuele moraal en tegen inperking van het recht op arbeid van vrouwen, ongeacht hun burgerlijke staat. Bij de Wereldbond voor Seksuele Hervorming was zij bestuurslid van de Nederlandse afdeling. Tijdens een ontmoeting met Magnus Hirschfeld heeft zij in zijn “Gästebuch” geschreven.
Van 1921 tot 1941 was zij presidente van de Vereeniging Onderlinge Vrouwenbescherming. Evenzo was zij actief voor Nederlandse Vereniging voor Vrouwenbelangen en Gelijk Staatsburgerschap en de Nederlandse Vrouwen Raad.
Toen zij in de oorlog via Parijs onbezet gebied probeerde te bereiken werd zij gearresteerd. Vanuit het Franse doorgangskamp Drancy is zij op 16 september 1942 naar Auschwitz gedeporteerd.

## Privé
In 1911 huwde Charlotte Polak-Rosenberg met arts Joseph Bernard Polak (1883-1942). Samen kregen zij drie kinderen, Serlina Jeannette (Lien), Marcus Joost (Mak) en Joseph Charles (Jop).